# Odelín Molina
Odelín Molina Hernández (Santa Clara, 3 agosto 1974) è un ex calciatore cubano, portiere del Villa Clara e della Nazionale cubana.

## Carriera

### Club
Molina ha giocato per un solo club in tutta la sua carriera professionistica, il Villa Clara, squadra cubana nella quale gioca dai primi anni novanta.

### Nazionale
Con la nazionale di Cuba Molina ha giocato sia le partite delle qualificazioni al Campionato del mondo di calcio che le partite della CONCACAF Gold Cup. Nelle edizioni 2002 e 2003 è stato incluso nei migliori undici della competizione.

## Palmarès

### Club

#### Competizioni nazionali
- Campionato cubano: 6

Villa Clara: 1996, 1997, 2002-2003, 2004-2005, 2011, 2012

### Nazionale
- Coppa dei Caraibi: 1

2012